# Angelniemi

Wappen der ehemaligen Gemeinde Angelniemi

Angelniemi [ˈɑŋːɛlniɛmi] ist eine ehemalige Gemeinde im Südwesten Finnlands und heute ein Teil der Stadt Salo. Angelniemi wurde 1916 als eigenständige Gemeinde aus Halikko gelöst und 1967 wieder zurückeingemeindet. Anfang 2009 wurde Halikko wiederum in die Stadt Salo eingemeindet.
Angelniemi liegt an der Nordostspitze der Insel Kimitoön im Schärenmeer vor der Küste der Landschaft Varsinais-Suomi. Vom Festland ist Angelniemi nur durch den schmalen Sund Kokkilanselkä getrennt. Vom Festland ist Angelniemi über eine Fährverbindung erreichbar. Die Gemeinde Angelniemi hatte eine Fläche von 63,7 km². Zu ihr gehörten außer dem Gebiet auf Kimitoön ein kleineres Gebiet auf dem Festland um das Dorf Kokkila und einige kleinere Inseln. Das Gebiet um Angelniemi ist heute finnischsprachig, während der Rest von Kimitoön mehrheitlich von Finnlandschweden bewohnt ist. Hauptsehenswürdigkeit Angelniemis ist die Holzkirche aus dem Jahr 1772.

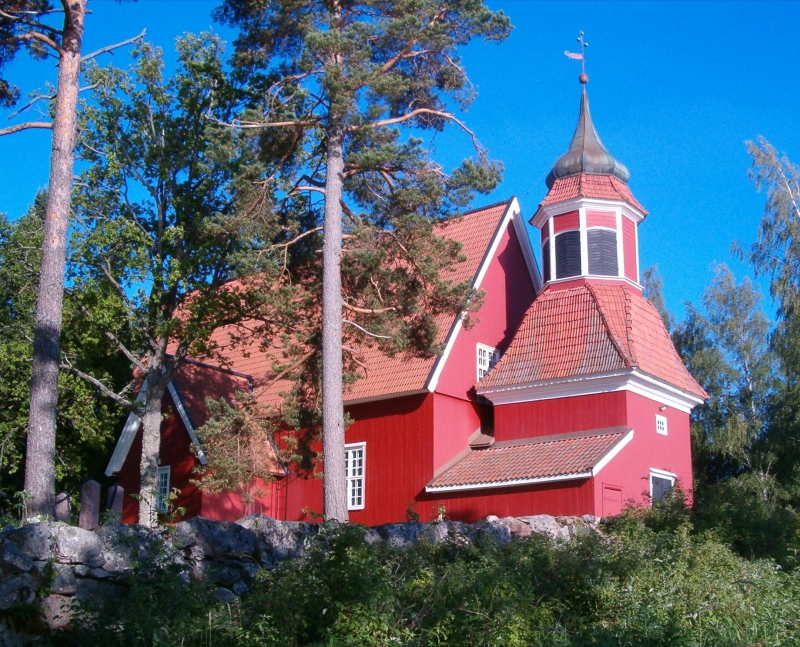
Die Kirche von Angelniemi
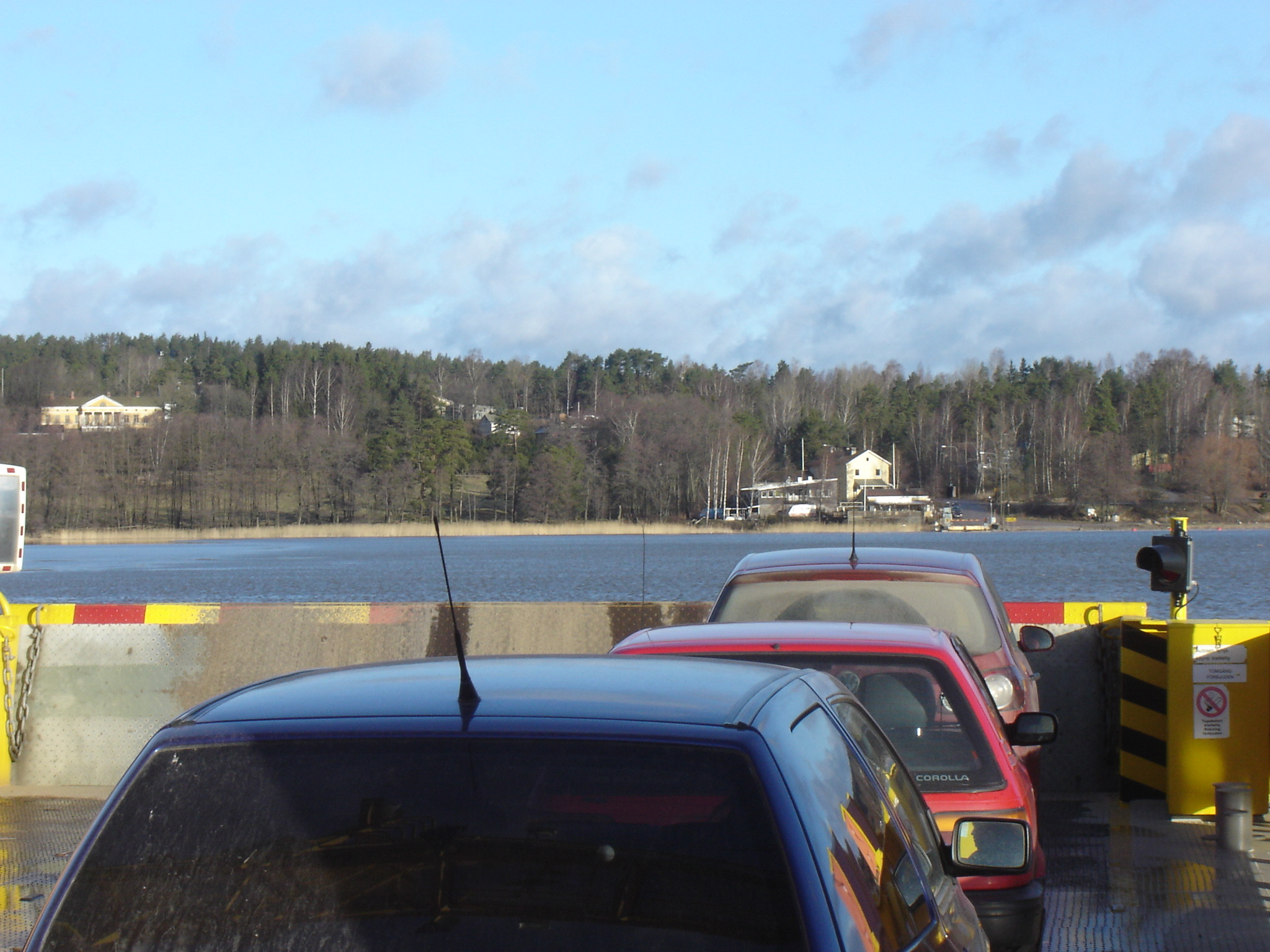
Fähre zwischen Kokkila und Angelniemi